# جاده پریمورسکویه

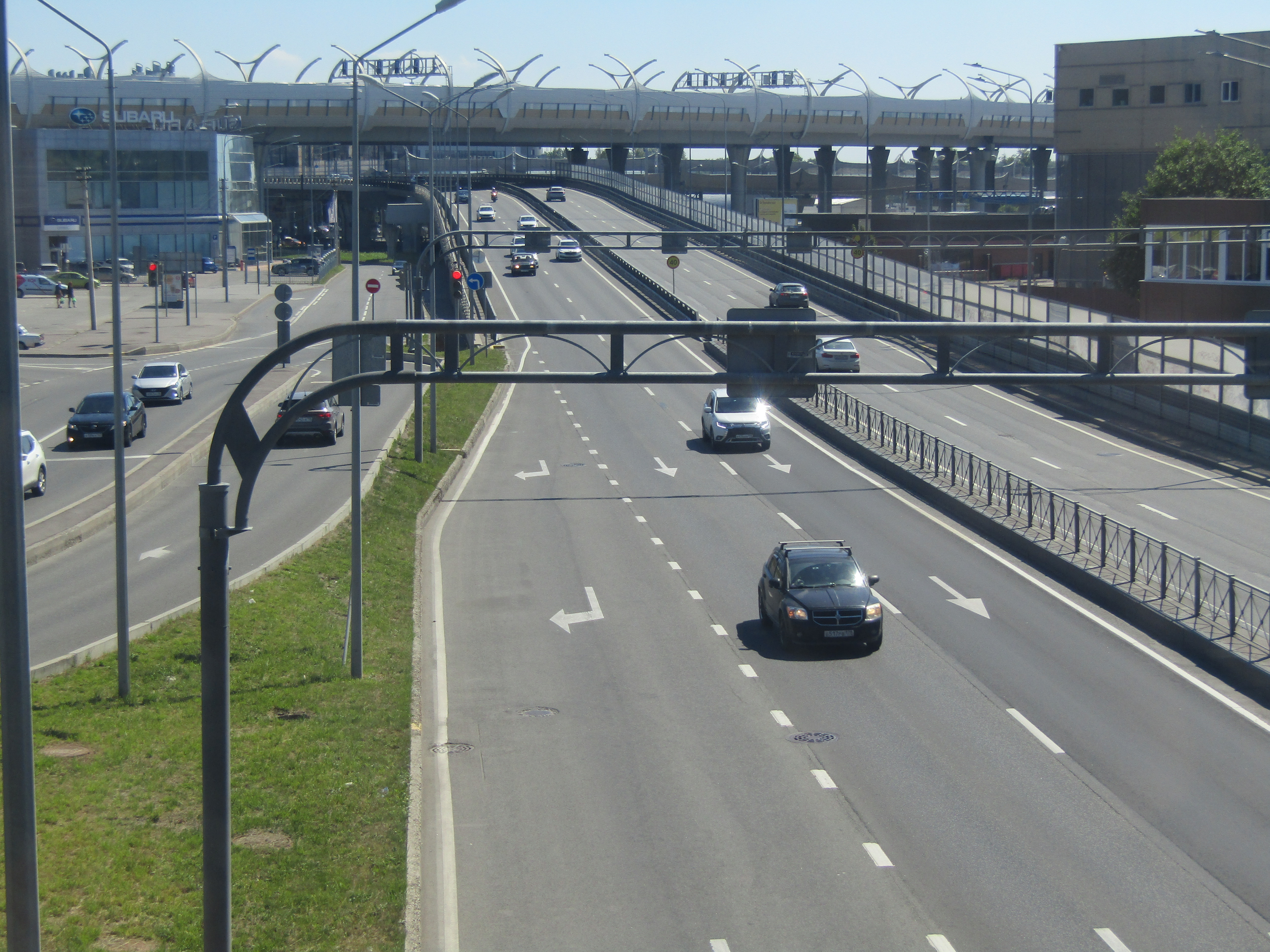

بزرگراه پریمورسکویه (به روسی: Приморское шоссе) در سن‌پترزبورگ بخشی از بزرگراه‌های **A181** و «اسکاندیناوی» **E18** است. این بزرگراه طولانی‌ترین مسیر جاده‌ای در سن‌پترزبورگ به‌شمار می‌رود و طول آن ۵۹ کیلومتر است.

## موقعیت جغرافیایی
این بزرگراه از محل تقاطع خیابان‌های ساووشکینا و پلانرنایا در سن‌پترزبورگ آغاز شده و در روستای سمولیاچکوو، در مرز سن‌پترزبورگ با منطقه ویبورگ استان لنینگراد، به پایان می‌رسد. مسیر این بزرگراه عمدتاً در امتداد سواحل خلیج فنلاند کشیده شده است. این نام از سال ۱۹۷۴ برای این جاده انتخاب شد. بزرگراه پریمورسکویه از مناطقی همچون سیسترورتسک و روستاهای منطقه تفریحی سن‌پترزبورگ عبور می‌کند. پیچ‌های غیرمنتظره، جنگل‌های نزدیک به جاده، مناظر دریایی و تپه‌های شنی از ویژگی‌های این مسیر هستند.

## تاریخچه شکل‌گیری
تا دهه ۱۹۶۰، مسیر فعلی بزرگراه پریمورسکویه شامل بخش‌هایی جداگانه از جاده در امتداد خلیج فنلاند بود. ایجاد این بزرگراه به عنوان طولانی‌ترین جاده لنینگراد با ساخت مسیر حلقه‌ای اطراف سیسترورتسک و جاده‌هایی در میان جنگل پارک تارخوفکا آغاز شد.
- نام‌گذاری‌های پیشین
  - خیابان زمسکایا: از خیابان تارخوفسکایا تا جویبار گورسکی (ساخته‌شده در اوایل قرن بیستم).
  - کوچه اوگورودنی: از خیابان توکارِوا تا خط راه‌آهن سیسترورتسک (ساخته‌شده در دهه ۱۹۲۰).
  - ساحل دریاچه رازلیف: از پل افسری تا خیابان ولودارسکی (ساخته‌شده در اواخر دهه ۱۹۶۰).

در مناطقی مانند سولنچنویه، این مسیر به نام کورنوسوو شناخته می‌شد و در روستاهای بین رپینو تا اوشکووو از نام فین‌ها یعنی «جاده بزرگ» استفاده می‌شد. نام «بزرگراه انتخابی پایین» نیز در این بخش‌ها به کار می‌رفت. در سال ۱۹۶۴، بخش جدید این جاده از تارخووکا تا سیسترورتسک افتتاح شد.
- توسعه در دهه‌های ۱۹۷۰ و ۱۹۸۰

طراحی پروژه‌های مربوط به بزرگراه پریمورسکویه در این دوره توسط معماران مؤسسه لن‌پروژه انجام شد. این پروژه‌ها شامل مناطق مسکونی سیسترورتسک بود که به خوبی با طبیعت اطراف، شامل جنگل‌ها، دشت‌های شنی، و دریاچه‌ها هماهنگ شدند.
- پروژه‌های جدیدتر
  - ۲۰۰۵: تخریب پل قدیمی سیسترورتسک و ساخت پل جدید.
  - ۲۰۱۱: گسترش بزرگراه در بخش ابتدایی از خیابان پلانرنایا تا منطقه لاختا به ۶ خط عبور. همچنین، پل‌های جدید و تقاطع‌های چندسطحی در این بخش ساخته شدند.

این بزرگراه نه‌تنها نقش مهمی در تسهیل حمل‌ونقل بین‌المللی دارد، بلکه به دلیل موقعیت طبیعی و مناظر زیبا، یکی از مسیرهای جذاب گردشگری در سن‌پترزبورگ به‌شمار می‌آید.